# صندوق تورات

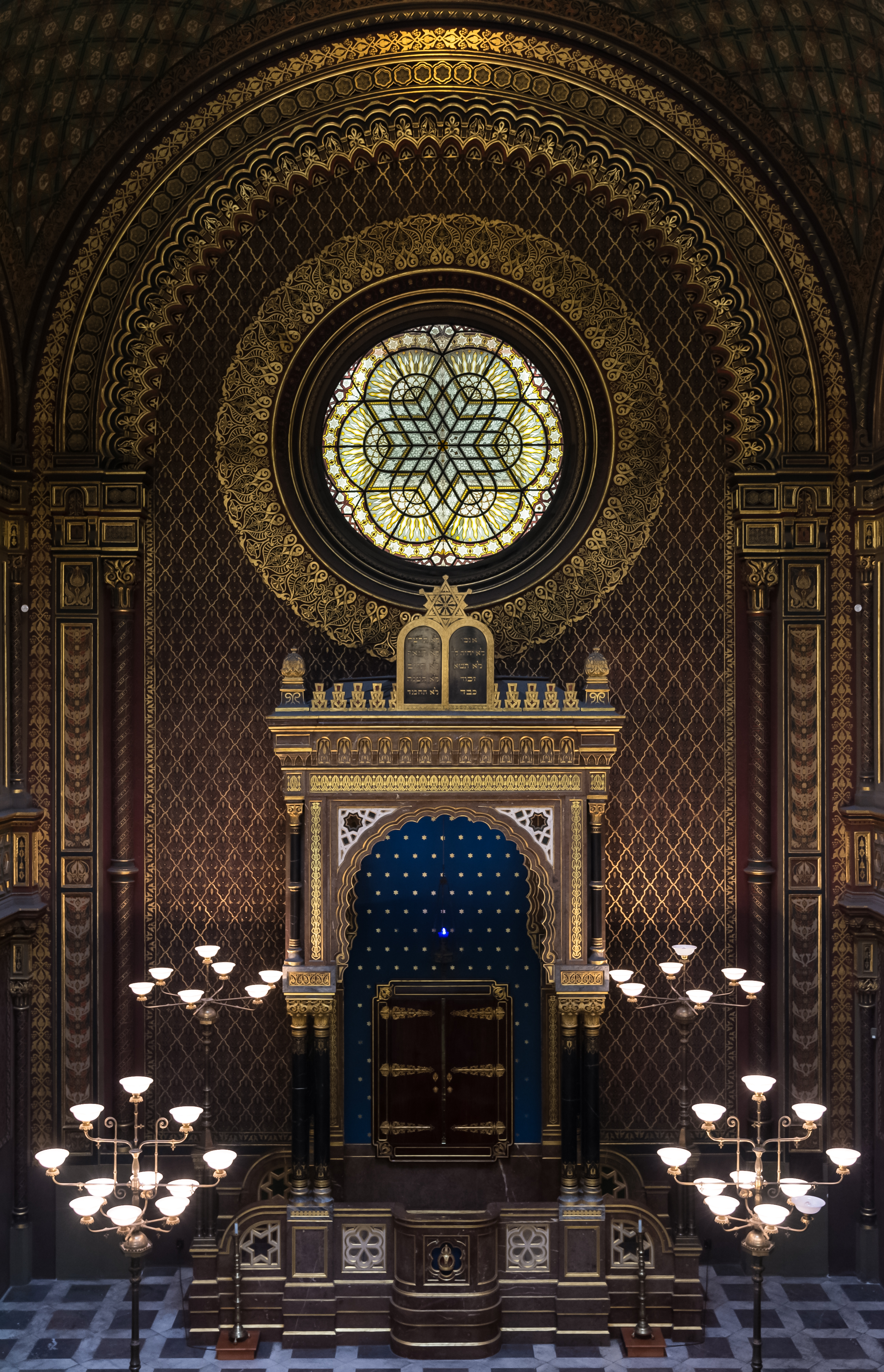
صندوق تورات در کنیسه اسپانیایی در شهر پراگ. صندوق مقدس دربرگیرندهٔ طومارهای تورات است.

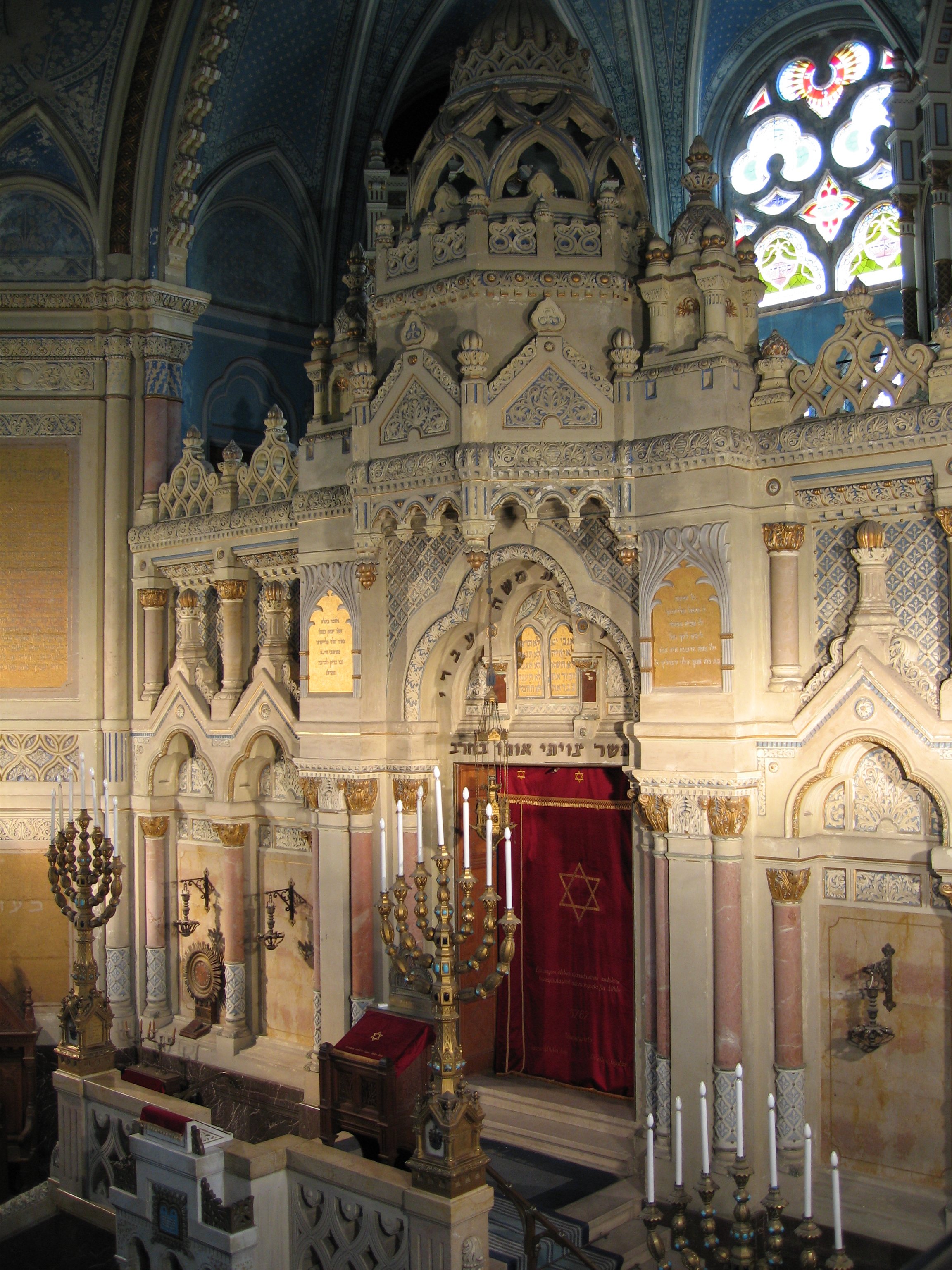
صندوق تورات در کنیسه سگد در شهر سگد، مجارستان.

صندوق تورات (انگلیسی: Torah ark) (صندوق مقدس) یک صندوق یا کمد زینت شده‌است که شامل کتیبه‌های تورات هر کنیسه است. (در عبری سفر (تورات)). اغلب صندوق‌ها یک پرده دارد که یا روی بیرون دربهای صندوق (اشکنازی) یا داخل دربهای صندوق (اسپانیایی، پرتقالی و سفاردی مراکشی) است. در عبری اشکنازیم صندوق به عنوان آرون کودش (صندوق مقدس) شناخته می‌شود و در اکثر سفاردی‌ها به عنوان محل مقدس گفته می‌شود.

## نگارخانه

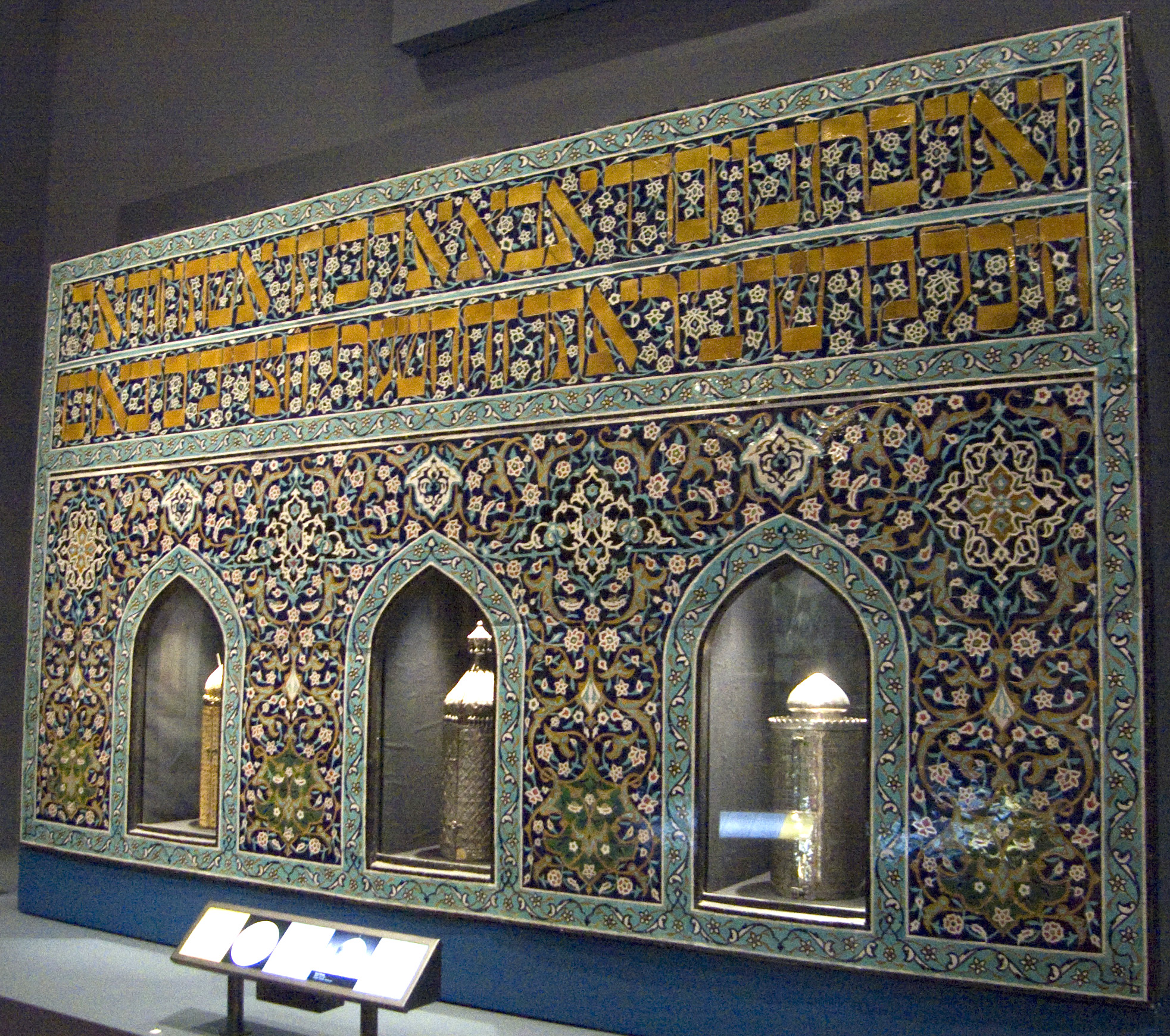
صندوق تورات کنیسه اصفهان در موزه کلیمیان منهتن